# Шульгин, Николай Павлович
Николай Павлович Шульгин (19 декабря 1915, Петроград, Российская империя — 1 октября 1995, Киев, Украина) — советский партийный деятель, министр строительства и эксплуатации автомобильных дорог УССР. Депутат Верховного Совета УССР 6-11-го созывов. Кандидат в члены ЦК КПУ в 1961—1981 г.

## Биография
Родился в многодетной семье, которая в 1917 году переехала на жительство в город Юзовку.
Окончил Сталинский строительный техникум.
В 1931—1934 г. — землекоп, арматурщик, десятник, техник, старший техник строительного управления. В 1934—1940 г. — старший прораб строительства машинно-тракторной станции в Саратовской области; конструктор, руководитель группы проектирования и реконструкции шахт, заместитель начальника строительного отдела проектной конторы «Донугольпроект».
Без отрыва от производства окончил три курса факультета горного дела Сталинского горного института, затем учился на факультете промышленного и гражданского строительства Московского института инженеров коммунального строительства.
В 1939 году окончил Московский институт инженеров коммунального строительства.
В 1940—1943 г. — в рядах Красной армии: писарь, старший разведчик-наблюдатель батареи управления, начальник вычислительной команды штаба 100-й гаубичной артиллерийской Севской бригады на Северо-Западном, Центральном, Белорусском, 1-м Белорусском фронтах.
В 1943 году вступил в ВКП(б).
В 1945—1953 г. — главный инженер проектной конторы «Облкоммунпроект» Сталинской области; главный инженер проектной конторы «Облпроект» Сталинской области; заместитель председателя исполнительного комитета Сталинского городского совета депутатов трудящихся. В 1953—1954 г. — 1-й заместитель председателя исполнительного комитета Сталинского городского совета депутатов трудящихся.
В 1954—1960 г. — 2-й секретарь Сталинского городского комитета КПУ; заместитель председателя исполнительного комитета Сталинского областного совета депутатов трудящихся.
В 1960—1968 г. — 1-й секретарь Донецкого городского комитета КПУ.
В ноябре 1968 — 29 апреля 1987 г. — министр строительства и эксплуатации автомобильных дорог УССР.
С 1987 — на пенсии.
Скончался на 80-м году жизни 9 октября 1995 года. Похоронен вместе с женой на Байковом кладбище (участок № 49а).

## Звание
- старшина

## Награды
- орден Отечественной войны 2-й ст. (1944)
- орден Отечественной войны 1-й ст. (1985)
- орден Красной Звезды (1943)
- ордена Трудового Красного Знамени (в том числе 18.12.1985)
- медали
- лауреат Государственной премии Украинской ССР в области науки и техники.